# Liste des Premiers ministres de la République arabe sahraouie démocratique
Le Premier ministre de la République arabe sahraouie démocratique est le chef du gouvernement de l’État auto-proclamé de la République arabe sahraouie démocratique (RASD), gouvernement en exil basé au Camp de réfugiés de Tindouf en Algérie. 

## Liste des Premiers ministres
| Nom                       | Dates                                | Notes |
| ------------------------- | ------------------------------------ | ----- |
| Mohamed Lamine Ould Ahmed | 5 mars 1976 - 4 novembre 1982        |       |
| Mahfoud Ali Beiba         | 4 novembre 1982 - 18 décembre 1985   |       |
| Mohamed Lamine Ould Ahmed | 18 décembre 1985 - 16 août 1988      |       |
| Mahfoud Ali Beiba         | 16 août 1988 - 18 septembre 1993     |       |
| Bouchraya Hammoudi Bayoun | 19 septembre 1993 - 8 septembre 1995 |       |
| Mahfoud Ali Beiba         | 8 septembre 1995 - 10 février 1999   |       |
| Bouchraya Hammoudi Bayoun | 10 février 1999 - 29 octobre 2003    |       |
| Abdelkader Taleb Oumar    | 29 octobre 2003 - 4 février 2018     |       |
| Mohamed Wali Akeik        | 4 février 2018 - 13 janvier 2020     |       |
| Bouchraya Hammoudi Bayoun | 13 janvier 2020 - en fonction        |       |